# 奇異原子
奇異原子通常是指與一般原子構成不同的原子，普通的原子是由電子e、質子p和中子n這三種長壽的粒子構成，但奇異原子卻是以其他的粒子代替這三種稳定粒子中的一个或多个，通过电磁相互作用構成。

## 性质
举例来说，普通的原子中的一个电子被其它带负电的粒子，如µ-、π-等替代；或是原子核裡的一个质子被其它带正电的粒子，如e+、µ+等替代而形成的原子；或是普通原子的电子和原子核中的质子两者同时被替代，如e+和p组成的反氢，1970年E.H.S.博霍普将它们称为奇特原子或奇异原子。能够形成奇异原子的不稳定粒子除了e+、µ±、π±外，还有τ±、K±介子、D±介子、反质子p、反中子n和超子Λ、Σ±、Ξ-、Ω-等。
这些粒子都是在高能作用中产生的，除τ±、D±介子外，这些粒子的寿命都大于电磁相互作用引起的转化与跃迁过程的特征时间（10−11秒），这样就有足够的时间在它们衰变之前形成奇异原子。因为所有替代粒子都是不稳定的，所以这些奇异原子的半衰期都很短，它们的寿命最长不会超过形成奇异原子的不稳定粒子在真空中的固有寿命，如（τμ≈2.2×10−6秒，τπ≈2.6×10−8秒）。正电子本身虽然是稳定的，但与电子相遇会发生电子正电子湮没，电子偶素（e-e+）的寿命约为10−7～10−10秒。
由带负电荷的粒子如µ-或π-、K-替换原子中的一个或多个电子组成的奇异原子就称为µ子原子、π介子原子、K介子原子等。由带负电荷的粒子替换原子中的一个或多个电子可以组成奇异原子。包含µ-的µ子原子，包含π-、K-等介子的π介子原子、K介子原子（介原子mesonic atom），包含反质子p的反质子原子（antiprotonic atom），包含Σ-、Ξ-、Ω-等超子的Σ超子原子、Ξ超子原子、Ω超子原子（超子原子Hyperon atom）。K介子氢原子中，一个K-介子在轨道上绕质子旋转，类似于氢原子中一个电子绕质子旋转，K介子氘原子的则是一个K-介子和两个质子组成。
不同于轻子，强子之间有强相互作用，通过强相互作用强子对原子能级产生影响，强子轨道很低，可能会被原子核俘获吸收，成为深度束缚。强子原子（Hadronic atoms），如π介子氢原子和K介子氢原子，可以为将强相互作用作为探测器探讨量子色动力学理论。
µ子原子muonic atom中μ子取代电子，μ子同电子一样是一个轻子。轻子之间只有弱相互作用力、电磁力和引力，µ子原子对电磁相互作用很灵敏。μ子原子比其它奇异原子的寿命长百倍，因为μ子质量为电子的207倍，根据库仑定律它的外层轨道也比电子外层轨道尺寸小207倍，因此原子直径相应地也要小207倍，它的内层轨道可能会穿过原子核，一旦被原子核俘获会形成μ子分子，这对于研究物质结构、固体物理学和核化学有重要的意义。μ子催化融合是一个μ子原子的技术性应用。
电子与质子形成氢原子，也能与中子以類似離子的形態呈現，电子、μ子及τ子也可以绕π+介子或Σ+超子旋转，这些束缚态的结构都类似氢原子。
偶素（onium; onia）是粒子及其反粒子的束缚态，英文命名是在该粒子名后加后缀-ium。如典型的电子与正电子的束缚态电子偶素positronium（e+e-）化学符号是Ps，1950年对电子偶素进行了研究发现，非相对论量子电动力学（NRQED）可以为此提供理论支持。
π介子偶素pionium，两种相反电荷的π介子的束缚态，为探索强相互作用时值得注意。K介子偶素Kaonium，两种相反电荷的K介子的束缚态。质子偶素Protonium，符号Pn，正反质子的的束缚态，也是应该存在的。具有强相互作用的电子偶素的类似物，不是奇异原子的夸克偶素quarkonium，也就是某些介子（同一夸克和反夸克组成），通过对重夸克如粲夸克或底夸克（顶夸克质量很大，在通过弱相互作用衰变前很短时间内才能形成束缚态）组成的夸克偶素介子的研究，是对量子色动力学的非相对论量子色动力学（NRQED）和点阵量子色动力学（lattice QCD）越来越重要的考验。
（µ+e-）称为muonium，它的化学符号分别是Mu，被译为緲子偶素。尽管它的名称是偶素，但它不是μ+和µ-的束缚态，而是µ+和e-组成，它的名称由IUPAC制定。反緲子偶素（或反µ子素Antimuonium）M=µ-e+。
了解的强子的束缚态，如π介子偶素pionium和质子偶素protonium也很重要，可以澄清相关的概念，奇异强子exotic hadron，如介子分子mesonic molecules和五夸克态pentaquark。
奇異原子有時也能形成分子，像緲子偶素（μ+e−或Mu）的半衰期只有兩微秒，但科學家已經可以合成其化合物。
各种强子可以组成多种束缚态，类似原子核的结构，理论认为轻子也可以绕双强子或多强子束缚态旋转。超核，原子由电子和含超子的原子核组成，包含奇异量子数的粒子称为超子。一般在核物理学的范围内研究超核。
大多数奇异原子都是類氫原子（hydrogen-like atom），及是只擁有一個電子的原子，與氫原子同為等電子體，又稱為類氫離子。類氫原子只含有一個原子核與一個電子，是個簡單的二體系統，系統內的作用力只跟二體之間的距離有關，是反平方連心力。最典型的是里德伯原子（Rydberg atom），是指具有高激发态电子（主量子数n很大）的原子。里德伯原子中只有一个电子处于很高的激发态，离原子实（原子核和其余的电子）很远，原子实对这个电子的库仑作用可视为一个点电荷的库仑作用，因此可以将里德伯原子看作类氢原子。还可以组成里德伯分子（Rydberg molecule），还可以出现一种特殊相态里德伯极化子（Rydberg polaron）。
双电子原子（two-electron atom）又称为类氦离子（helium-like ion），是由一个带电荷的原子核和两个电子组成的量子力学系统，这是多电子系统的第一个例子，泡利不相容原理在其中起着中心作用。
前沿理论大统一理论（GUTs）、弦理论和M-理论都包含了磁单极子的解，有些理论计算发现磁单极子自身或与费米子可以组成束缚态。与电子类似磁单极子分为两种分别带有北磁荷和南磁荷，正反磁单极子在光子型强耦合下可以形成高自旋的Z介子。在某些天体上会有两种存在形式磁中性原子和磁荷等离子体，带正电的磁单极子可以和电子组成束缚态磁氢（monople hydrogen atom），一种磁中性类氢原子。磁中性粒子磁荷库仑力很强，磁氢解离能很高，磁荷等离子只能在很高的温度下存在。双荷子（dyon）同时带有磁荷和电荷，可以组成双荷子偶素（dyonium）。费米子除具有电荷外，还有自旋磁矩，因而受到磁单极子的双重作用，及磁场对运动电荷的洛伦兹力和对磁矩的吸力，重子大都具有较大的反常磁矩，可以与磁单极子形成束缚态成为磁单极子为核，重子绕它转动的奇异原子。磁单极子一般认为比较重，当进入原子时会将原子核俘获，相当于一个荷电粒子（或磁单极子）绕一个静止的磁单极子（荷电粒子）运动。
准粒子原子，在凝聚态系统中，特别是在某些半导体中，有一种叫做激子的状态，它是电子和空穴的束缚态。

## 发现
1940年中国物理学家张文裕在云室中了发现µ-子原子能级之间跃迁时发出的特征光子，最早发现了由µ-取代普通原子中一个电子e-形成的µ子原子这一奇异原子。1951年发现了电子偶素。1952年卡马克证实了π介子原子发出的X射线，发现了由π-介子围绕原子核旋转的π介子原子。1960年休斯发现了电子e-围绕μ+旋转的μ子素，又发现了用正电子e+围绕μ-旋转的反μ子素，从而大大拓宽了奇异原子的类型。
后来又发现了K-介子围绕原子核旋转的K介子原子，1970年发现了由反质子p、超子Σ-、Ξ-围绕原子核旋转组成的超子原子类型的奇异原子。

## 研究
正电子e+主要来源于β+衰变的核素，其它几种粒子需要用中高能粒子加速器产生，一般都是用俘获法或重粒子衰变法产生奇异原子：
- 把高能加速器中产生的高速运动的粒子慢化到俘获或被俘获截面很大的状态，使得带负电的粒子取代原子中的电子被原子核捕获（如µ-子原子），或者带正电的粒子捕获电子（如μ+e-原子）形成奇异原子；
- 利用重粒子的衰变直接产生奇异原子〔如K0L<→(πμ)+v〕。

奇异原子的性质与组成它的粒子的性质有密切关系，因此是原子物理和高能物理两个领域共同研究的对象。形成奇异原子时，负粒子被捕获在高激发态轨道上，随后的跃迁过程放出一系列X射线，µ子原子释放的X射线称为µ子X射线。研究这类奇异原子主要靠测量这些X射线。奇异原子可以作为研究很多基本问题的“实验室”。可用以检验除狄拉克方程以外的其他方程；研究库仑力与静电力的偏离、原子核的大小效应等；利用μe原子这种轻子原子验证电弱统一理论；利用奇异原子的形成和衰变以及原子能级之间的移动和跃迁，测量生成这些奇异原子的粒子的基本量和其性质；利用原子能级跃迁值精确测定μ子、K介子、π介子、超子等粒子的质量。
奇异原子有些是由负粒子µ子及介子或超子等强子组成，质量、结合能比电子大两到三个数量级，有着不同的自旋。奇异原子与普通原子相比有以下特点：
- 量子数相同时，轨道半径与轨道上粒子的质量成反比，奇异原子半径会比普通原子的小两到三个数量级；
- 轨道能级与轨道上粒子的质量成正比，能级跃迁时能量比电子跃迁能高几百至几千倍；
- 具有多种不同的自旋角动量；
- 基态不稳定，奇异原子会因为其中寿命较短的不稳定粒子中衰变而解体，或因为其“电子”与“核”碰到一起而衰变。

1960年代初发现物质的化学性质对奇异原子释放的介子X射线谱的结构有影响，还发现一系列金属氧化物捕获µ-的几率比（=Z/8）随金属原子序数Z呈周期性的变化，其最小值从元素周期表的开始处出现，进而推断化学键类型对奇异原子的形成和衰变有一定影响。到60年代中期，从实验上肯定了奇异原子的形成几率与衰变方式同化学环境有着密切联系，由此发展出奇异原子化学这一新的研究领域。
奇异原子化学是粒子物理学与核化学相交叉的边缘学科。这一研究主要有两方面，首先是找出物质化学结构影响奇异原子形成与衰变的规律，其次是通过观测奇异原子的形成与衰变来获取有关的化学结构和化学反应动力学的新数据，这为我们提供了一种研究分子电子结构和材料化学的性质的新途径。
电子偶素和µ子素都是类氢原子，µ+质量是e+的207倍，所以µ子素更像氢原子，它们都有具有特征的短寿命，可以作为氢的示踪剂。π-被氢原子浮获后与氢核发生特征的电荷交换反应π-+p→n+π0，π0接着又释放出2个光子，以此鉴定材料中的氢元素其他元素干扰极小。氢的化学状态强烈地影响π介子原子的形成。奇异原子化学中一个颇具实用价值的课题就是利用µ+、π-介子研究含氢材料的化学性质和氢键特征。

## 著名的奇異原子
- 電子偶素（由正子和電子構成）
- 雙電子偶素（由兩個電子偶素構成的分子）
- 氫化電子偶素（由氫原子和電子偶素構成的分子）
- 緲子偶素（由反緲子和电子構成）
- K介子原子（由K介子和質子構成）
- 反氫（由正电子和反質子構成）
- 反氦

## 奇異原子列表

### 轻子束缚态
- 电子偶素（Positronium）(e+e-)或称正子素，化学符号是Ps
  - 仲电子偶素（para-Positronium）（p-Ps），单态（1S0，自旋相反，总自旋为0）
  - 正电子偶素（ortho-Positronium）（o-Ps），三重态（3S1，自旋同向,总自旋为1）
  - 电子偶素负离子(Ps-)(e+e-e-)，两个电子和一个正电子组成的库仑三体系统
  - 电子偶素正离子(Ps+)(e+e+e-)，两个电子和一个正电子组成的库仑三体系统
  - 氢化电子偶素（Positronium hydride），化學式為PsH
  - 双电子偶素（Di-positronium）或称电子偶素分子，化學式為Ps2
  - 电子偶素卤化物（PsX, X = F, Cl, Br, I）
  - 电子偶素与惰性气体复合物（Ps-Rg, Rg = He, Ne, Ar等）
- 緲子偶素（Muonium）(μ+e-)或称μ子素，化学符号是Mu，电子绕正μ子旋转
  - 缈子偶素分子，化學式為Mu2
  - 缈子偶素负离子（Mu-）(μ+e-e-)，一个电子和一个缈子偶素组成的库仑三体系统
  - 缈子偶素卤化物（MuX, X = F, Cl, Br, I）
  - 缈子偶素水合物或类似物（MuOH, MuH₂O）
- 反緲子偶素（Antimuonium）(e+μ-)或反μ子素，正电子绕负μ子旋转
- 双緲子偶素（Dimuonium）、真緲子偶素（true Muonium）(μ+μ-)，正反μ子束缚态
- 陶子偶素（Tauonium）(τ+e-)或称τ子素，电子绕正τ子旋转
- 反陶子偶素（Antitauonium）(e+τ-)或反τ子素，正电子绕负τ子旋转
- 双陶子偶素（Ditauonium）、真陶子偶素（true Tauonium）(τ+τ-)，正反τ子束缚态
- 緲陶子偶素（Muo-Tauonium）(τ+μ-)，μ子绕正τ子旋转
- 反緲陶子偶素（Anti-Muo-tauonium）(μ+τ-)，正μ子绕负τ子旋转

### 轻子原子

#### μ原子
- μ原子（英語：Muonic atom），是原子中的一个电子被緲子取代而成的奇异原子。它们可通过μ子与普通物质反应产生。[9]
- μ氢原子（英語：Muonic hydrogen），是緲子与氢原子核（质子）构成的原子。
- μ氦原子（英語：Muonic helium），由氦-4原子的一个电子被緲子取代而成。它可以視為一種氫的同位素，原子量约为4.1，故又称氫-4.1（4.1H）。[10]

#### 其它
- τ原子（tau atom），τ子绕原子核旋转
- 轻子中性子对，理论上中性强子和带电强子也可以形成束缚态。
  - 中子電子對（neutron-electron pair ,n-e）中子和電子能以類似離子的形態呈現。
  - 中子μ子对
  - π0介子电子对
  - Λ超子电子对
- 介子素
  - π介子素，电子绕π+介子旋转
  - K介子素，电子绕K+介子旋转
- 超子素
  - Σ超子素，电子绕Σ+超子旋转
  - Ξ超子素，电子绕Ξ+超子旋转
  - Ω超子素，电子绕Ω+超子旋转

### 磁单极原子
- Z介子（Z Meso），高自旋的正反磁单极子束缚态
- 双荷子偶素（dyonium），两个双荷子（dyon）束缚态
- 磁氢（monople hydrogen atom），磁中性类氢原子，正电的磁单极子和电子的束缚态
- 磁重子（monople Baryon），磁单极子与重子的束缚态，磁单极子为核，重子绕它转动
  - 荷电重子与磁单极子束缚态，如质子
  - 中性粒子与磁单极子束缚态，如中子
- 磁核（monople nucleus），磁单极子与原子核的束缚态，一个荷电粒子（或磁单极子）绕一个静止的磁单极子（荷电粒子）运动。

### 双强子原子
- 介子原子（mesonic atom）
  - π-原子，负π介子绕原子核旋转
    - π介子氦原子，π-4He+

  - K-原子，负K介子绕原子核旋转
    - K-氢原子或称K介子原子（Kaonic hydrogen）
    - K-氘原子，一个K-介子和两个质子组成
- 双介子原子（dimeson atom）
  - π+K-原子
  - π-K+原子
  - 介子偶素（mesonium）
    - π介子偶素（Pionium）π+π-原子（记为A2π）
    - K介子偶素（Kaonium）K+K-原子
- 重子原子（baryonic atom）
  - 质子偶素（Protonium），符号Pn，正反质子的的束缚态
  - 反质子原子（antiprotonic atom），反质子（带负电荷的质子）绕原子核旋转
    - 反质子氢（Antiprotonic hydrogen）
    - 反质子氦（Antiprotonic helium）

  - 超子原子（Hyperon atom）
    - Σ-原子，负Σ超子绕原子核旋转
    - Ξ-原子
    - Ω-原子

### 强子分子态（hadron molecules）
由两个或两个以上重子通过强相互作用结合形成
- 介子分子（Mesonic molecule）
  - 介子偶素（mesonium），正反介子对
  - 双介子态（Dimeso），四夸克态的一种可能形式
- 重子分子（baryonic molecules）
  - 重子偶素（Baryonium），正反重子对
  - 双重子态（Dibaryo）NN（氘），H雙重子，ΩΩ（双Ω粒子）
  - 重子介子分子（baryonic-mesonic molecules），五夸克态的一种可能形式

### 核束缚态
- 介子核（Mesonucleus），原子核含有介子
  - π介子核
  - η介子核
  - K介子核
  - 重味介子核
- 超核（Hypernucleus），原子核含有超子，具有奇异量子数
  - Λ超核
  - 双Λ超核
  - Σ超核
  - Ξ超核
  - Ω超核
  - 多奇异数超核
  - 重味超核

### 反物質（Antimatter）
- 反氢（antihydrogen）H
- 反氘（D）
- 反氚（T）
- 反氦（He）
- 反氦4（4He）（目前发现最重反物质）
- 反Λ超氚（antihypertriton）{\displaystyle {}_{\bar {\Lambda }}^{3}{\bar {\rm {H}}}} （Λ3
1H
1）
- 反Λ超氢-4（antihyperhydrogen-4）{\displaystyle {}_{\bar {\Lambda }}^{4}{\bar {\rm {H}}}} （Λ4
1H
2）

### 引用
1. ↑  §1.8, Constituents of Matter: Atoms, Molecules, Nuclei and Particles, Ludwig Bergmann, Clemens Schaefer, and Wilhelm Raith, Berlin: Walter de Gruyter, 1997, ISBN 3110139901.
2. 1 2  Exotic atoms （页面存档备份，存于）, AccessScience, McGraw-Hill.  Accessed on line September 26, 2007.
3. ↑  p. 3, Fundamentals in Hadronic Atom Theory, A. Deloff, River Edge, New Jersey: World Scientific, 2003.  ISBN 9812383719.
4. ↑  p. 8, §16.4, §16.5, Deloff.
5. 1 2  The strange world of the exotic atom （页面存档备份，存于）, Roger Barrett, Daphne Jackson and Habatwa Mweene, New Scientist, August 4, 1990.  Accessed on line September 26, 2007.
6. ↑  p. 180, Quantum Mechanics, B. K. Agarwal and Hari Prakash, New Delhi: Prentice-Hall of India Private Ltd., 1997.  ISBN 81-203-1007-1.
7. ↑  Exotic atoms cast light on fundamental questions （页面存档备份，存于）, CERN Courier, November 1, 2006.  Accessed on line September 26, 2007.
8. ↑  Iwamoto, Takeaki; Ishida, Shintaro. . . Elsevier. 2017: 388. ISBN 978-0-12-801981-8. doi:10.1016/b978-0-12-801981-8.00008-3.
9. ↑  Knecht, A.; Skawran, A.; Vogiatzi, S. M. . The European Physical Journal Plus. 2020, 135 (10). ISSN 2190-5444. doi:10.1140/epjp/s13360-020-00777-y.
10. ↑  Fleming, Donald G.; Arseneau, Donald J.; Sukhorukov, Oleksandr; Brewer, Jess H.; Mielke, Steven L.; Schatz, George C.; Garrett, Bruce C.; Peterson, Kirk A.; Truhlar, Donald G. . Science. 2011-01-28, 331 (6016): 448–450. ISSN 0036-8075. doi:10.1126/science.1199421.